# Henry Thompson

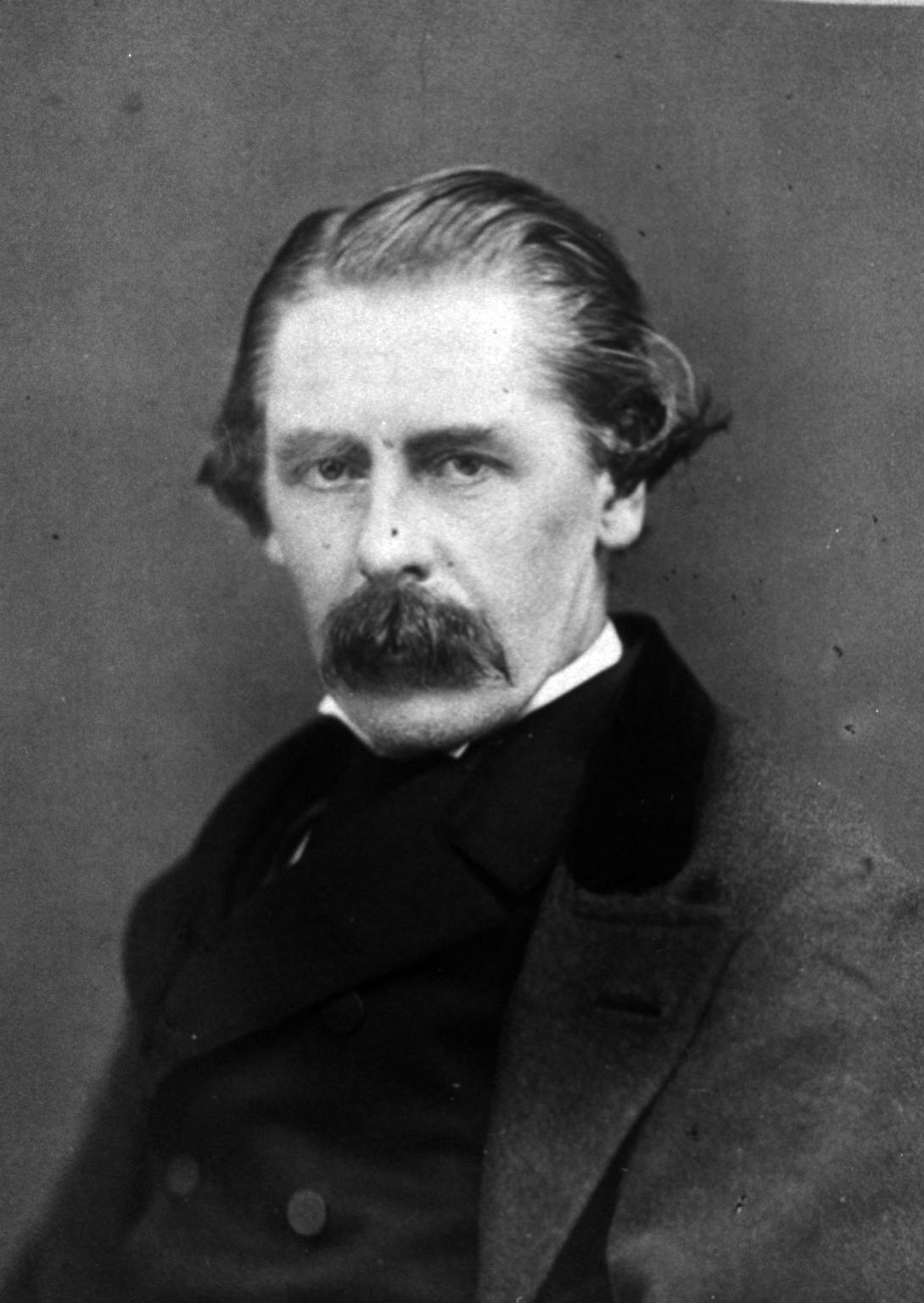
Sir Henry Thompson

Sir Henry Thompson, 1. Baronet (* 6. August 1820 in Framlingham (Suffolk); † 18. April 1904 in London) war ein britischer Chirurg. Er spezialisierte sich auf das Gebiet der Urologie und lithotripsierte 1863 erfolgreich den belgischen König Leopold I., dessen Ehrenchirurg er wurde. Nachdem er Anfang 1873 auch bei Napoleon III. eine Lithotripsie vorgenommen hatte, verstarb der französische Exkaiser kurz darauf. Aus Gründen der Hygiene gehörte Thompson zu den Vorkämpfern für die Feuerbestattung von Toten. Er war auch ein Experte auf dem Gebiet der Ernährungswissenschaft, ein Amateurastronom, ein versierter Maler, ein Sammler von wertvollem chinesischem Porzellan und ein Autor. Berühmt waren die von ihm gegebenen Abendgesellschaften.

## Leben

### Abstammung und frühes Leben
Sir Henry Thompson war der einzige Sohn des Gemischtwarenhändlers Henry Thompson und dessen Gattin Susannah, einer Tochter des Malers Samuel Medley. Er wurde von Mr. Fison, einem nonkonformistischen Geistlichen, in Wrentham erzogen. Seine Eltern waren kompromisslose Baptisten und wollten, dass ihr Sohn ins Handelsgewerbe einstieg. Als Thompson aber nach London kam, konnte er seinem Wunsch gemäß die Ausbildung zum Arzt durchlaufen. Er nahm ab Januar 1844 Unterricht beim praktischen Arzt George Bottomley in Croydon und studierte seit Oktober Medizin am University College London. Dort erhielt er 1849 die Goldmedaille in Anatomie bei der Vordiplomprüfung und 1851 die Goldmedaille in Chirurgie bei der Abschlussprüfung zur Erlangung des medizinischen Bachelortitels. Zu seinen Lehrern zählten Robert Liston, James Syme und John Eric Erichsen, als dessen Assistenzchirurg er ab Juni 1850 am Londoner University College Hospital arbeitete. Joseph Lister war seinerseits einer der ersten Assistenzchirurgen Thompsons, und auf dessen Rat ging Lister nach Edinburgh, um unter James Syme zu arbeiten. Im Januar 1851 wurde Thompson Teilhaber bei seinem früheren Lehrer Bottomley in Croydon, kehrte aber nach ein paar Monaten nach London zurück und zog in das Haus Nr. 35 in der Wimpole Street ein, wo er bis an sein Lebensende wohnte.

### Heirat und Nachkommen
Am 16. Dezember 1851 heiratete Thompson die Pianistin Kate Loder (1825–1904), die bald darauf von einer Lähmung befallen wurde, ihm aber dennoch stets eine ergebene Gehilfin war. Das Paar bekam einen Sohn, Henry Francis Herbert Thompson (1859–1944), der Anwalt und Ägyptologe wurde, sowie zwei Töchter, von denen die ältere, Verfasserin des Handbook to the public picture galleries of Europe (1877), den Archidiakon von Durham, Henry William Watkins, ehelichte und die jüngere den Reverend H. de Candole.

### Medizinische Karriere
1850 wurde Thompson Mitglied des Royal College of Surgeons of England und 1853 dessen Fellow. 1852 erhielt er den Jacksonschen Preis dieses College für seine Arbeit On the pathology and treatment of stricture of the urethra. Ein zweites Mal gewann er diesen Preis 1860 für seine Abhandlung On the healthy and morbid conditions of the prostate gland. Kurze Zeit arbeitete er als Chirurg im St. Marylebone Spital, wurde dann aber 1853 Assistenzchirurg (Assistant Surgeon) beim University College Hospital, 1863 Chirurg (Full Surgeon), 1866 Professor der klinischen Chirurgie und 1874 Consulting Surgeon und emeritierter Professor für klinische Chirurgie.
Schon früh spezialisierte sich Thompson auf das Gebiet der Urologie und begab sich im Juli 1858 nach Paris, um diese Disziplin bei Jean Civiale vertieft zu studieren. Letzterem war es im ersten Viertel des 19. Jahrhunderts erstmals gelungen, einen Harnstein durch dessen Zertrümmerung in der Blase zu entfernen. Als Schüler Civiales zertrümmerte Thompson anfangs die Blasensteine bei mehrmaligen Eingriffen in immer kleinere Brocken, die er den Körper auf natürlichem Weg ausscheiden ließ. Als Henry Jacob Bigelow die Zerkleinerung der Steine während eines einzigen Eingriffs und deren Entfernung auf operativem Weg empfahl, gelang Thompson eine Verbesserung der Operationsmethode.
Bald erwarb sich Thompson einen hervorragenden Ruf wegen seiner geschickten Behandlung der Blasenkrankheiten und förderte insbesondere die Lithotripsie und Lithotomie. Er wurde 1863 zum Ehrenchirurgen des Königs Leopold I. von Belgien, den er in Brüssel mit Erfolg lithotripisiert hatte, und 1866 in gleicher Eigenschaft bei dessen Nachfolger Leopold II. ernannt. Im Juli und Dezember 1872 behandelte er den französischen Exkaiser Napoleon III.  in Camden House, einem Landsitz in Chislehurst nahe London. Am 2. und 6. Januar 1873 führte er bei Napoleon III. Lithotripsie-Operationen unter Narkose mittels Chloroform durch. Am Mittag des 9. Januars sollte ein dritter Eingriff erfolgen, aber der Exkaiser starb eine Stunde zuvor an einem plötzlichen Kollaps. Thompson wurde angeklagt, den Tod Napoleons III. verschuldet zu haben, doch fiel es ihm nicht schwer, sich zu rechtfertigen; der Exkaiser war nämlich einer Urämie erlegen.
Thompson war 1874 durch einen Artikel in der Contemporary Review einer der Ersten, die in England auf das Thema der Kremation aufmerksam machten. Zwar waren diesbezügliche Versuche kurz zuvor in Italien durchgeführt worden, doch wurde die erste europäische Feuerbestattungsgesellschaft maßgeblich auf Thompsons Anregung 1874 in London gegründet. Er wurde deren erster Präsident und bemühte sich, die Kremation in England sowie am europäischen Kontinent zu weiterer Verbreitung zu verhelfen. Ein Krematorium wurde 1879 in Woking erbaut. Der britische Innenminister verbot dessen Betrieb, der erst im März 1885 aufgenommen werden konnte, nachdem die Regierung einen Musterprozess gegen einen Mann geführt hatte, der den Leichnam seines Kindes in Wales hatte verbrennen lassen, und Sir James Stephen geurteilt hatte, dass diese Praxis nicht illegal war, wenn sie keine Störung verursachte. Thompson hatte 1902 auch entscheidenden Anteil an der Gründung eines Unternehmens, welches das Krematorium in Golders Green nahe London errichtete, und die Regeln zur Führung dieses Unternehmens wurden zum Vorbild für Feuerbestattungsgesellschaften in der ganzen Welt. Die Einführung der Feuerbestattung lenkte Thompsons Augenmerk übrigens auf die unbefriedigende Gesetzeslage bezüglich der Ausstellung von Sterbeurkunden. Der Cremation Act von 1902 sollte einige der gesetzlichen Mängel beheben, auf die Thompson hingewiesen hatte.

### Weitere Interessen
In seiner Freizeit beschäftigte sich Thompson häufig mit Astronomie. Lange arbeitete er in seinem eigenen Observatorium, das er auf seinem Landsitz in Molesey erbaute. Vor allem aber diente er der Wissenschaft, indem er dem Royal Greenwich Observatory einige wertvolle Instrumente schenkte, darunter einen Foto-Heliograph mit 23 cm Apertur, ein 76 cm Spiegelteleskop sowie ein großes Linsenteleskop mit einem Objektiv von 65 cm Durchmesser und 6,9 m Brennweite. Das Angebot für das letztgenannte Instrument erfolgte im März 1894. Hergestellt wurde es von Sir Howard Grubb aus Dublin, und sein Bau dauerte bis 1897. Das Instrument war doppelt so groß wie alle anderen Fernrohre, die das Observatorium in Greenwich bis dahin besessen hatte, und es verbesserte insbesondere die Möglichkeiten von fotografischen Aufnahmen beträchtlich. Dass Thompson, der 1867 zum Knight Bachelor erhoben wurde, am 20. Februar 1899 der Titel eines Baronet, of Wimpole Street, London, verliehen wurde, hing wahrscheinlich mit seiner Schenkung dieses Teleskops an das nationale Observatorium zusammen.
Von seinem Großvater mütterlicherseits, Samuel Medley, erbte Thompson zweifellos sein künstlerisches Talent. Er bildete es durch Studien bei Edward Elmore und Sir Lawrence Alma-Tadema weiter aus und wurde ein versierter Skizzenzeichner und Amateurmaler. Einige seiner Gemälde wurden in der Royal Academy of Arts 1865, 1870, jährlich von 1872 bis 1878 sowie 1881, 1883 und 1885 ausgestellt. Zwei dieser Bilder konnten später im Pariser Salon bewundert werden, und für diese Ausstellung fertigte Thompson auch 1891 die Darstellung einer Landschaft. Ferner war er ein bedeutender Sammler von chinesischem Porzellan. Ein von ihm gemeinsam mit James McNeill Whistler illustrierter Katalog der Sammlung kam 1878 heraus. Diese wurde so groß, dass sie keinen Platz mehr in Thompsons Haus fand und am 1. Juni 1880 bei Christie’s größtenteils verkauft wurde.
Außer Artikeln in zahlreichen Magazinen schrieb Thompson unter dem Pseudonym Pen Oliver zwei Romane. Charley Kingston’s aunt (1885; 3. Auflage 1904) handelt davon, wie das Leben eines Studenten etwa 50 Jahre vor dem Erscheinen des Romans verlief. All But: a Chronicle of Laxenfrod Life (1886).ist mit 20 ganzseitigen Zeichnungen von der Hand des Autors bebildert; eine von ihnen zeigt ein Selbstbildnis Thompsons aus dem Jahr 1885.
Als Gastgeber war Thompson für seine Octaves bekannt, d. h. achtgängige Abendessen für acht aus erlesener Gesellschaft stammende Personen um acht Uhr abends. Thompson veranstaltete diese Gastmähler ab 1872 bis kurz vor seinem Tod, als er zu seiner 301. Abendgesellschaft lud. So kamen rund 25 Jahre lang berühmte Künstler, Literaten, Wissenschaftler, Politiker, Diplomaten und Personen aus der Modebranche an seiner Tafel in der Wimpole Street zusammen. Der Prince of Wales und nachmalige König Georg V. besuchte Thompsons 300. Octave.

### Tod
Thompson starb am 18. April 1904 im Alter von 83 Jahren in seinem Haus in der Wimpole Street. Sein Leichnam wurde im Krematorium in Golders Green verbrannt. Sein Baronettitel fiel an seinen Sohn Henry.

## Veröffentlichungen
- The pathology and treatment of stricture of the urethra both in the male and female, 1852; 4. Auflage, London und Philadelphia 1885; deutsch München 1888
- The enlarged prostate, its pathology and treatment, with observations on the relation of this complaint to stone in the bladder, 1858; 6. Aufl. London und Philadelphia 1886; 1866 mit dem Jacksonschen Preis gekrönt; die späteren Ausgaben unter dem Titel The diseases of the prostate: their pathology and treatment; deutsch Erlangen 1867
- Practical lithotomy and lithotrity, London 1863; 3. Auflage 1880; deutsch nach der 3. Auflage von H. Goldschmidt, Kassel und Berlin 1882
- Clinical lectures on diseases of the urinary organs, London 1868; 8. Auflage 1888; deutsch von Casper, München 1889; französische Übersetzungen, 1874 und 1889
- The preventive treatment of calculous disease and the use of solvent remedies, 1873; 3. Auflage 1888
- Cremation, 1874; 4. Auflage 1901
- Food and feeding. London 1880; 12., vermehrte Auflage 1910.
- On tumours of the bladder; their nature, symptoms, and chirurgical treatment. Preceded by a consideration of the best methods of diagnosing all forms of vesical disease, including digital exploration and its results, London 1884; deutsch von R. Wittelshöfer, Wien 1885; französisch von Jamain, Paris 1885
- Lectures on some important points connected with the surgery of the urinary organs, London 1884; deutsch von E. Dupuis, Wiesbaden 1885
- Diet in relation to age and activity, 1886; 4. Auflage 1903; verbesserte Auflage 1910
- On the suprapubic operation for opening the bladder for the stone and for tumours, London 1886
- Modern cremation, its history and practice, London 1889; 4. Auflage 1901; deutsch, Berlin 1889
- Introduction to the catalogue of calculi of the bladder (upwards of 1000) removed by operation by Sir Henry Thompson and now in the Hunterian Museum, 1893
- The unknown God, 1902